# Mafia-sziget
A Mafia-sziget Tanzániához tartozó sziget az Indiai-óceánon. 
Zanzibárral és szigeteivel együtt néha a Fűszer-szigetek részének is nevezik[forrás?]. A Mafia-sziget (és a hozzásorolt kisebb szigetek) azonban soha nem tartozott Zanzibárhoz. Közigazgatásilag Tanzánia afrikai kontinentális részéhez tartozik, Pwani régió hat kerületének egyikeként. 
Nevének nincs köze a „maffia” szóhoz. Az arab morfijeh szóból származik, amelynek jelentése „csoport”, „szigetcsoport”, vagy a szuahéli „mahali pa afja” („egészséges lakóhely”). 
A 2002-es tanzániai népszámlálás szerint a Mafia kerületnek 40 801 lakosa van. 
A Mafia-sziget lakói jórészt halászok. Mások földműveléssel foglalkoznak. A sziget népszerű a könnyűbúvár sport és a sporthorgászat kedvelői közt.

## Földrajza
A Mafia-szigethez tartozó csoport egy nagy szigetből (394 négyzetkilométer) és számos kisebb szigetből áll. Az utóbbiak közül egyesek, mint a két négyzetkilométeres Chole-sziget (800 lakos) lakottak. Mafia védett mélyvizű kikötőhelyét, a Chole-öbölt szigetecskék, homokpadok és homokpartok tagolják. 
A legnagyobb település Kilindoni város. A kontinensen futó Rufiji folyó deltája és a sziget közti vizek neve Mafia-csatorna.

## Története
A sziget történelme a 8. századig vezethető vissza, amikor fontos központ volt a Távol-Kelet és a mai Tanzánia partjai közti kereskedelemben. Rendszeresen megálltak itt a perzsa hajók. Az apró Chole Minji szigeten, a Chole-öböl szomszédságában, valamikor fontos település volt, amely a mai Zimbabwe keleti részéből származó ezüst Kilwa és Minchangani régi kikötőiből kiinduló kereskedelmének egyik központja volt.
Az 1820-as évek közepén a Juani-szigeten elterülő Kua várost madagaszkári szakalava kannibálok 80 kenuja támadta meg. a városlakók egy részét megették, a többieket rabszolgaságba hurcolták.
Egy 1890-ben kötött egyezmény alapján Mafiát Németország foglalta el. Ekkor épült Chole ma is álló épületei közül sok. Németország négymillió márkát fizetett a szigetért és a kontinentális part egy szakaszáért Szaid Ali bin Szaid amáni szultánnak. 1915 januárjában azonban Mafiát brit csapatok foglalták el és innen intéztek támadást a német Königsberg cirkáló ellen.